# Janikoj
Janikoj (ros. Яникой) – wieś w Rosji, w Kabardo-Bałkarii, w rejonie czegiemskim. W 2010 liczyła 2792 mieszkańców.

## Urodzeni
- Alim Bajsułtanow – radziecki lotnik wojskowy.